# アンヌ＝マリー・ミエヴィル
アンヌ＝マリー・ミエヴィル（Anne-Marie Miéville、1945年11月11日 - ）は、スイスのシネアスト（映画監督、脚本家）、女優、映画プロデューサー、写真家、実業家、元歌手である。映画監督ジャン＝リュック・ゴダールとは1970年代初頭以来、公私にわたるパートナーであった。映画製作会社ペリフェリア代表。

## 来歴・人物
1945年11月11日、スイス・レマン湖畔のヴォー州ローザンヌに生まれる。本人の回想によれば家庭環境は「プチブル的」であり、自らの感情を表現することに抑圧的な環境であったという。
1960年代にローザンヌを離れて、フランス・パリに移り、短い期間、歌手として活動した。やがて長女を出産し、それと前後して写真家に転向する。
1970年、24歳のときにパリでゴダールと出逢う。
1972年、26歳のときに、ジガ・ヴェルトフ集団による『万事快調』の撮影にスチルカメラマンとして参加する。ゴダールは同作を最後に「アヌーシュカ・フィルム」での製作をやめ、1973年12月1日、商号を変更し、ミエヴィルを代表者に「ソニマージュ」をフランス・イゼール県グルノーブルに設立する。同集団が解散前に手がけた最後の作品『ジェーンへの手紙』は、新会社の製作によるもの。パリを離れるゴダールとともに、グルノーブルで同居する。
1975年、ジョルジュ・ド・ボールガールとジャン＝ピエール・ラッサムがプロデュースするジガ・ヴェルトフ集団解散後初のゴダールの新作『パート2』で、脚本を初めて共同執筆する。ゴダールは似ても似つかない本作を「『勝手にしやがれ』のパート2なのだ」と宣言する。つづいて1976年、INA（フランス国立音響映像研究所）の依頼でソニマージュが製作するテレビドキュメンタリーシリーズ『6x2』の脚本をゴダールと共同執筆し、共同で初めて監督する。同年、ジガ・ヴェルトフ集団が撮影したものの完成しなかった『勝利まで』（1970年）をゴダールとふたりで脱構築し、『ヒア & ゼア こことよそ』へとつくりなおす。また、1978年にゴダールとの共同脚本・共同監督作『うまくいってる?』に出演、セミ・ドキュメンタリーではあるがミシェル・マロとのふたり芝居を演じきる。これがゴダールにとっての「政治の時代」の最後の作品となる。
1979年、ゴダールとの活動拠点をスイスに移し、レマン湖畔の小村ロールノール通り15番地に工房を構える。ゴダールはこれを機に商業映画に復帰、アラン・サルドプロデュースのもと、『勝手に逃げろ/人生』（1980年）の準備を開始する。ミエヴィルはゴダールに加えて、ジャン＝クロード・カリエールと3人の共同脚本に取り組むことになる。
1983年、初めて単独で脚本を書いた短編映画『ハウ・キャン・アイ・ラヴ』を単独で監督する。翌1984年には、短編『マリアの本』を単独で脚本・監督、ゴダールの脚本・監督作『ゴダールのマリア』とともに全世界で公開され、注目を浴びる。1988年には初のソロ長編映画『私の愛するテーマ』を脚本・監督、第41回カンヌ国際映画祭若い映画賞を受賞、独立した映画作家としてのステップを着実に踏む。いっぽうゴダールは『ゴダールの映画史』（1989年 - 1998年）の長い単独作業の時期に突入する。
1994年には、6年ぶりのソロ新作『ルーはノンと言わなかった』を撮り、ジャニーヌ・バザンが創始した映画祭アントル・ヴュ（Entre Vues、ベルフォール国際映画祭）でグランプリを獲得する。

## フィルモグラフィー

### 監督
- 『6x2』 Six fois deux/Sur et sous la communication : テレビ映画シリーズ、共同監督ジャン＝リュック・ゴダール、1976年 - 監督・脚本・編集
- 『ヒア & ゼア こことよそ』 Ici et ailleurs : 共同監督ジャン＝リュック・ゴダール、1976年 - 監督・脚本・編集・プロデューサー
- 『二人の子どもフランス漫遊記』 France/tour/detour/deux/enfants : テレビ映画シリーズ、共同監督ジャン＝リュック・ゴダール、1977年 - 監督・脚本
- 『うまくいってる?』 Comment ça va? : 共同監督ジャン＝リュック・ゴダール、1978年 - 監督・脚本・プロデューサー・出演
- 『ハウ・キャン・アイ・ラヴ』 How Can I Love : 短篇映画、1983年 - 監督
- 『マリアの本』 Le Livre de Marie : 短篇映画、1984年 - 監督
- 『ソフト&ハード』 Soft and Hard : 共同監督ジャン＝リュック・ゴダール、1986年 - 監督・出演
- 『お祭り騒ぎ』 Faire la fête : 短篇映画、1986年 - 監督・脚本・編集
- 『私の愛するテーマ』 Mon cher sujet : 1988年 - 監督・脚本・編集
- 『ダルティ報告』 Le Rapport Darty : 共同監督ジャン＝リュック・ゴダール、1989年 - 監督・出演
- 『芸術の幼年期』 L'enfance de l'art : 共同監督ジャン＝リュック・ゴダール、1990年 - 監督
オムニバス『子どもたちはどうしてゆくか』 Comment vont les enfantsの一篇
- 『インドネシア、トーマス・ワインガイのために』 : 共同監督ジャン＝リュック・ゴダール、1991年 - 監督
オムニバス『忘却に抗って』 Contre l'oubliの一篇
- 『ルーはノンと言わなかった』 Lou n'a pas dit non : 1994年 - 監督・脚本
- 『フランス映画の2×50年』 Deux fois cinquante ans de cinéma français : 共同監督ジャン＝リュック・ゴダール、1995年 - 監督・編集
- 『わたしたちはみんなまだここにいる』 Nous sommes tous encore ici : 1997年 - 監督・脚本
- 『オールド・プレイス』 The Old Place : 共同監督ジャン＝リュック・ゴダール、1998年 - 監督
- 『そして愛に至る』 Après la réconciliation : 2000年 - 監督・脚本・編集・出演
- 『自由と祖国』 Liberté et patrie : ビデオ映画、共同監督ジャン＝リュック・ゴダール、2002年 - 監督・脚本・編集
- 『シャン・コントル・シャン』 Champ contre Champ : 共同監督ジャン＝リュック・ゴダール、2002年 - 監督・脚本・編集
オムニバス『パリ、ジュテーム』 Paris, je t'aimeの一篇として製作

### 監督作以外
- 『万事快調』 Tout va bien : 監督ジャン＝リュック・ゴダール、1972年 - スチル写真
- 『パート2』 Numéro deux  : 監督ジャン＝リュック・ゴダール、1975年 - 脚本
- 『勝手に逃げろ/人生』 Sauve qui peut (la vie)  : 監督ジャン＝リュック・ゴダール、1980年 - 脚本・編集
- 『パッション』 Passion : 監督ジャン＝リュック・ゴダール、1982年 - スチル写真
- 『ゴダールのマリア』 Je vous salue, Marie : 監督ジャン＝リュック・ゴダール、1984年 - 編集
- 『ゴダールの探偵』 Détective  : 監督ジャン＝リュック・ゴダール、1985年 - 脚本
- 『ヌーヴェルヴァーグ』 Nouvelle vague : 監督ジャン＝リュック・ゴダール、1990年 - 美術
- 『時間の闇の中で』 : 監督ジャン＝リュック・ゴダール、2002年 - 脚本
オムニバス『10ミニッツ・オールダー イデアの森』 Ten Minutes Older: The Celloの一篇
- 『アワーミュージック』 Notre musique : 監督ジャン＝リュック・ゴダール、2004年 - 美術

## 註
1. 1 2 3 4 5  コリン・マッケイブ『ゴダール伝』、堀潤之訳、みすず書房、2007年6月9日 ISBN 4622072599, p.240
2. ↑  『ゴダール伝』、p.263